# Coca-Cola Cup 2001 (Simbabwe)
Die Coca-Cola Cup 2001 war ein Drei-Nationen-Turnier das vom 23. Juni bis zum 7. Juli 2001 in Simbabwe im One-Day Cricket ausgetragen wurde. Bei dem zur internationalen Cricket-Saison 2001 gehörenden Turnier nahmen neben dem Gastgeber die Mannschaften aus Indien und den West Indies teil. Im Finale konnten sich die West Indies mit 16 Runs gegen Indien durchsetzen.

## Vorgeschichte
Der Wettbewerb fand zwischen der Tour Indiens nach Simbabwe und der Tour der West Indies nach Simbabwe statt.
Kurz vor dem Turnier trat der simbabwische Kapitän Heath Streak zurück, da er sich gegen politische Einmischung in der Kaderauswahl wendete. Nach weiteren Gesprächen vollzog er den Rücktritt vom Rücktritt.

## Format
In einer Vorrunde spielte jede Mannschaft gegen jede dreimal. Für einen Sieg gab es zwei, für ein Unentschieden oder No Result einen Punkt. Die beiden Gruppenersten qualifizierten sich für das Finale und spielten dort um den Turniersieg.

## Stadion
Die folgenden Stadien wurden für den Wettbewerb vorgesehen.
| Stadion            | Stadt    | Kapazität | Spiele                    |
| ------------------ | -------- | --------- | ------------------------- |
| Queens Sports Club | Bulawayo | 9.000     | 3. – 5. Spiel             |
| Harare Sports Club | Harare   | 10.000    | 1., 2. & 6. Spiel; Finale |

## Kaderlisten
Die West Indies benannten ihren Kader am 8. Juni 2001.
Indien benannte seinen Kader am 13. Juni 2001.
Simbabwe benannte seinen Kader am 20. Juni 2001.
| ODI | ODI | ODI |
| Simbabwe | Indien | West Indies |
| --- | --- | --- |
| - Heath Streak (K) - Grant Flower (VK) - Guy Whittall (VK) - Andy Blignaut - Alistair Campbell - Stuart Carlisle - Dilon Ebrahim - Travis Friend - Brian Murphy - David Mutendera - Mluleki Nkala - Bryan Strang - Tatenda Taibu (wk) - Dirk Viljoen - Craig Wishart | - Sourav Ganguly (K) - Ajit Afarkar - Hemang Badani - Sameer Dighe (wk) - Rahul Dravid - Harbhajan Singh - Harvinder Singh - Zaheer Khan - VVS Laxman - Debasis Mohanty - Dinesh Mongia - Ashish Nehra - Virender Sehwag - Reetinder Sodhi - Sachin Tendulkar | - Carl Hooper (K) - Shiv Chanderpaul - Corey Collymore - Cameron Cuffy - Mervyn Dillon - Daren Ganga - Chris Gayle - Wavell Hinds - Carl Hooper - Ridley Jacobs (wk) - Reon King - Neil McGarrell - Mahendra Nagamootoo - Marlon Samuels - Ramnaresh Sarwan - Colin Stuart |

## Spiele

### Vorrunde
Tabelle
| Teams       | Sp. | S | N | U | R | NR | Punkte | NRR    |
| ----------- | --- | - | - | - | - | -- | ------ | ------ |
| Indien      | 4   | 4 | 0 | 0 | 0 | 0  | 8      | +0.791 |
| West Indies | 4   | 2 | 2 | 0 | 0 | 0  | 4      | −0.042 |
| Simbabwe    | 4   | 0 | 4 | 0 | 0 | 0  | 0      | −0.812 |

Sieg: 2 Punkte; Remis: 1 Punkte
Spiele
| 23. Juni Scorecard | Harare | West Indies 266-5 (50)          | – | Simbabwe 239-9 (50) |
|                    |        | West Indies gewinnt mit 27 Runs |   |                     |

| 24. Juni Scorecard | Harare | Simbabwe 133 (41.5)          | – | Indien 137-1 (26.2) |
|                    |        | Indien gewinnt mit 9 Wickets |   |                     |

| 27. Juni Scorecard | Bulawayo | Simbabwe 234-6 (50)          | – | Indien 237-6 (49.2) |
|                    |          | Indien gewinnt mit 4 Wickets |   |                     |

| 30. Juni Scorecard | Bulawayo | West Indies 169-7 (50)       | – | Indien 170-4 (43.5) |
|                    |          | Indien gewinnt mit 6 Wickets |   |                     |

| 1. Juli Scorecard | Bulawayo | Simbabwe 255-5 (50)               | – | West Indies 258-5 (49.5) |
|                   |          | West Indies gewinnt mit 5 Wickets |   |                          |

| 4. Juli Scorecard | Harare | West Indies 229-5 (50)       | – | Indien 230-4 (48.1) |
|                   |        | Indien gewinnt mit 6 Wickets |   |                     |

### Finale
| 7. Juli Scorecard | Harare | West Indies 290-6 (50)          | – | Indien 274-8 (50) |
|                   |        | West Indies gewinnt mit 16 Runs |   |                   |